# Stigmella dombeyivora
Stigmella dombeyivora (лат.) — вид молей-малюток рода Stigmella (Nepticulinae) из семейства Nepticulidae.
Эндемик Южной Африки: Зимбабве (Umtali). Длина 4,2—4,8 мм. Грудь, брюшко и передние крылья тёмные пурпурно-серые с бронзовым отливом. Задние крылья серовато-коричневые. Гусеницы питаются растениями рода Dombeya (Sterculiaceae), минируют верхнюю поверхность листьев.
В апикальной части передних крыльев развиты две жилки: R4+5 и M.